# Campionat de la CONCACAF de 1967
El Campionat de la CONCACAF de 1967 va ser la tercera edició del Campionat de la CONCACAF, el campionat de futbol de seleccions d'Amèrica del Nord i Central (CONCACAF). El torneig va tenir lloc entre el 5 i el 19 de març de 1967.
El torneig es va disputar a Tegucigalpa, la capital d'Hondures. Els sis equips participants van jugar tots contra tots en el sistema de lliga, amb dos punts per victòria i un punt per cada empat. El torneig va ser guanyat per Guatemala.

## Classificació
Font:
| Equip             | Classificat per             | Campionats jugats | Última participació | Millor resultat previ |
| ----------------- | --------------------------- | ----------------- | ------------------- | --------------------- |
| Mèxic             | Campions                    | 2                 | 1965                | Campions (1965)       |
| Hondures          | Amfitrions                  | 1                 | 1963                | Quart (1963)          |
| Haití             | Campions Carib              | 1                 | 1965                | Sisé (1965)           |
| Trinitat i Tobago | Sub-campions Carib          | 0                 | -                   | -                     |
| Guatemala         | Campions Amèrica Central    | 2                 | 1965                | Subcampions (1965)    |
| Nicaragua         | Subcampions Amèrica Central | 2                 | 1965                | Primera ronda (1965)  |

## Resultats
| Rank | Team              | Pts | Pld | W | D | L | GF | GA | GD |
| ---- | ----------------- | --- | --- | - | - | - | -- | -- | -- |
| 1    | Guatemala         | 9   | 5   | 4 | 1 | 0 | 7  | 1  | 6  |
| 2    | Mèxic             | 8   | 5   | 4 | 0 | 1 | 10 | 1  | 9  |
| 3    | Hondures          | 6   | 5   | 2 | 2 | 1 | 4  | 2  | 2  |
| 4    | Trinitat i Tobago | 4   | 5   | 2 | 0 | 3 | 6  | 10 | -4 |
| 5    | Haití             | 2   | 5   | 1 | 0 | 4 | 5  | 9  | -4 |
| 6    | Nicaragua         | 1   | 5   | 0 | 1 | 4 | 3  | 12 | -9 |

| Guatemala | 0 – 0 | Hondures |
| --------- | ----- | -------- |
|           |       |          |

 Tegucigalpa, Hondures
| Mèxic | 4 – 0 | Nicaragua |
| ----- | ----- | --------- |
|       |       |           |

 Tegucigalpa, Hondures
| Trinitat i Tobago | 3 – 2 | Haití |
| ----------------- | ----- | ----- |
|                   |       |       |

 Tegucigalpa, Hondures
| Hondures | 2 – 0 | Haití |
| -------- | ----- | ----- |
|          |       |       |

 Tegucigalpa, Hondures
| Trinitat i Tobago | 3 – 1 | Nicaragua |
| ----------------- | ----- | --------- |
|                   |       |           |

 Tegucigalpa, Hondures
| Guatemala | 1 – 0 | Mèxic |
| --------- | ----- | ----- |
|           |       |       |

 Tegucigalpa, Hondures
| Guatemala | 2 – 1 | Haití |
| --------- | ----- | ----- |
|           |       |       |

 Tegucigalpa, Hondures
| Hondures | 1 – 1 | Nicaragua |
| -------- | ----- | --------- |
|          |       |           |

 Tegucigalpa, Hondures
| Mèxic | 4 – 0 | Trinitat i Tobago |
| ----- | ----- | ----------------- |
|       |       |                   |

 Tegucigalpa, Hondures
| Mèxic | 1 – 0 | Haití |
| ----- | ----- | ----- |
|       |       |       |

 Tegucigalpa, Hondures
| Guatemala | 2 – 0 | Nicaragua |
| --------- | ----- | --------- |
|           |       |           |

 Tegucigalpa, Hondures
| Hondures | 1 – 0 | Trinitat i Tobago |
| -------- | ----- | ----------------- |
|          |       |                   |

 Tegucigalpa, Hondures
| Haití | 2 – 1 | Nicaragua |
| ----- | ----- | --------- |
|       |       |           |

 Tegucigalpa, Hondures
| Guatemala | 2 – 0 | Trinitat i Tobago |
| --------- | ----- | ----------------- |
|           |       |                   |

 Tegucigalpa, Hondures
| Mèxic | 1 – 0 | Hondures |
| ----- | ----- | -------- |
|       |       |          |

 Tegucigalpa, Hondures
| Campionat de la CONCACAF de 1967 |
| -------------------------------- |
| Guatemala Primer títol           |